# Sonata per pianoforte n. 27 (Beethoven)
La sonata per pianoforte n. 27 di Ludwig van Beethoven è per certi versi una delle opere più atipiche del compositore tedesco.
Difficilmente collocabile nel cosiddetto terzo stile del Maestro ma – al tempo stesso – di altra fattura rispetto alle precedenti sonate, è sviluppata in due soli movimenti.
Nel periodo che vede la nascita dell'Op. 90 in Germania si diffuse la "lotta" ai termini di origine straniera, cui Beethoven aderì. Per la prima volta egli usò il tedesco nelle indicazioni di movimento, al posto del consueto italiano.

## Struttura
1. Mit Lebhaftigkeit und durchaus mit Empfindung und Ausdruck
[Con vivacità e sempre con sentimento ed espressione]
2. Nicht zu geschwind und sehr singbar vorzutragen (in Mi maggiore)
[Non troppo vivo e cantabile assai]

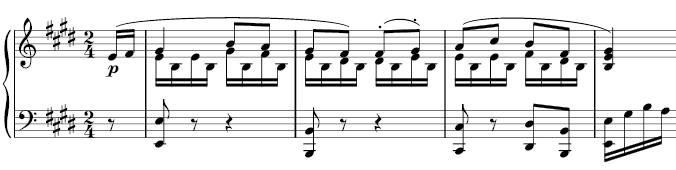
Secondo movimento, battute iniziali

Già nelle prime battute si intuisce l'originalità dell'opera, scandite da una cellula tematica in forte che viene ripetuta immediatamente in piano e tornerà più volte nel corso del primo movimento (a tratti frammentario, ansimante) al cui termine esso riapparirà contrassegnato in pianissimo, creando in alcuni momenti un clima carico di rassegnazione che prelude al successivo rondò, interamente pervaso da una melodia dolce e accompagnata dal fluire continuo di semicrome affidato alla mano destra.

## Analisi del Primo movimento
Il Primo movimento della sonata ha come metro tre quarti nella tonalità di base di mi minore. L'indicazione agogica (o tempo) indicata è “Con vivacità” (scritto in lingua tedesca). La struttura formale è quella della forma-sonata con le tre classiche parti: Esposizione (senza ritornello) - Sviluppo - Ripresa con Coda finale.

### Esposizione
L'Esposizione occupa le prime 84 misure (primo tema - transizione [o ponte modulante] - secondo tema - codetta). Il Primo tema è esposto dalla battuta 1 alla battuta 25 e consiste in tre frasi di 8 misure, ognuna con un suo specifico carattere. La "prima frase" (il tema vero e proprio) è "chiaro e sereno" inizia alla tonica (mi minore), raggiunge la tonalità relativa maggiore (sol maggiore) per poi chiudere sulla dominante (si minore) passando per la settima di dominante di dominante (fa diesis maggiore settima). [batt. 1-9]
La "seconda frase" (misure 9  - 16) può essere considerata quasi una melodia di transizione ma con maggiore espressività. Inizia con la tonalità relativa maggiore (sol maggiore) e termina con una "semicadenza alla dominante con un ritardando e una corona; quest'articolazione è necessaria da un punto di vista armonico per definire la tonica". [batt.  9-17]
La sospensione creata dalla semicadenza sulla dominante viene subito risolta sulla tonica e la "terza frase" (un poscritto espressivo al tema) inizia appunto in mi minore, prosegue con salto di quasi due ottave (intervallo di una ottava più una settima) verso il basso, e chiude, confermando al tonalità d'impianto, con una cadenza perfetta (settima di dominante - tonica) con un ritardando e una pausa con corona.[batt. 17-25]
A misura 25 inizia la transizione o ponte modulante. La scelta di terminare il primo tema con una cadenza perfetta sulla tonica appartiene alle forme del passato, che Beethoven ha sempre evitato in favore di una maggiore continuità. Fatta comunque la scelta l'Autore evidenzia al massimo il passaggio con un ritardando e una decisa cesura (la corona); in questo modo trasforma una forma ormai superata in qualcosa di nuovo e interessante. A questo punto la modulazione successiva richiede un suono dissonante, questo è il si bemolle a misura 37 (nota estranea alla tonalità d'impianto). Per raggiungerlo Beethoven inizia la transizione al secondo tema con una salita di 5 battute con doppie ottave di semiminime e semibrevi alternate sulle note si e mi alternate anch'esse (prolungamento della cadenza perfetta precedente). A questa salita segue un accordo (forte) di sol maggiore settima (tonalità relativa maggiore) seguito da una rapida discesa. [batt. 25-32]
Quest'ultimo episodio viene ripetuto: accordo di mi maggiore settima (misura 33) e discesa. Si arriva così al momento dissonante del si bemolle piano (misura 37) a due mani con grande semplicità e senza armonizzazione alcuna. [batt. 37-34]
Una salita simile a quella iniziale della transizione, questa volta dissonante, porta all'accordo di mi minore settima diminuita (misura 43) che prelude alla dominante (si minore a misura 46), armonia del secondo tema. L'ultimo episodio di questa transizione modula nel finale al fa diesis maggiore settima (dominante di dominante). Questo accordo dissonante viene ulteriormente disturbato dalla nota estranea sol ripetuta per 11 volte. [batt. 41-55]
Il secondo tema inizia a misura 56 nella tonalità prevista della dominante (si minore). Per alcuni commentatori la seconda idea inizia già a misura 46. Il tema si sviluppa con una lunga discesa in 6 misure; viene ripetuto, sempre con l'armonia della dominante, con una diversa figurazione. La prima frase termina con la dominante della dominante (fa diesis maggiore settima), mentre la seconda frase termina alla dominante. L'elemento di disturbo, la nota sol alla fine della transizione, permane anche in questo tema e si presenta nelle battute 56, 60, 62, 64 e 66. [batt. 56-61]
La codetta finale dell'esposizione consiste in un tema conclusivo (misure 68 - 84) che sembra spegnere la passione dei temi precedenti. L'armonia oscilla tra la dominante (si) e la dominante di dominante (fa diesis) per concludere con tre laconici accordi di si minore ai quali fa subito eco tre si tenuti sempre in pianissimo. La nota sol si presenta anche in questa fase conclusiva della seconda parte dell'esposizione: al soprano durante gli sforzando degli accordi principali. [batt. 68-85]
In tutta l'esposizione è presente un certo dualismo tra la serenità del primo tema e la frase appassionata del secondo tema sviluppata dal singhiozzo drammatico di alcuni passi della transizione. Tutta la seconda parte di questa esposizione esprime una necessità spirituale di conquista, un crescendo d'ansia ("vittorie di ascese e cadute improvvise") ben realizzato tramite alcune dissonanze (vedi la nota sol).

### Sviluppo
In questo movimento Beethoven non prevede il classico ritornello. In effetti lo sviluppo non è più una semplice rielaborazione tematica delle idee dell'esposizione, bensì una continuazione dell'espressione e del dramma della prima parte, per cui il "ritornello" o il da capo "spezzerebbe il logico procedere della creazione".

Lo sviluppo può essere diviso in tre parti: prima parte misure 85 - 108; seconda parte misure 109 - 133; terza parte misure 134 - 144. Nelle prime due viene ripreso ed elaborato il tema principale; mentre la terza parte può essere considerata come un ponte di collegamento e preparazione al ritorno del tema principale della ripresa. La prima parte espande la prima frase del tema principale (quella delle battute 1 - 11). Il basso per tutta questa sezione scende e iniziando dalla dominante (si minore) giustappone diverse armonie: mi bemolle maggiore a battuta 93; mi bemolle minore a battuta 94; sol maggiore (per l'esattezza sol nona diminuita); fino a "toccare" il do maggiore dopo una "sosta evidenziata da spoglie scale ascendenti e discendenti nelle due mani". [batt. 85-90]
Nella seconda parte dello sviluppo viene elaborata la seconda frase del tema principale (quella delle battute 9 - 17): prima al soprano con l'armonia del do maggiore; poi al tenore in fa maggiore mentre la mano destra propone degli arpeggi di quartine di semicrome; [batt. 109-116]
infine al basso con l'armonia di la minore (c'è anche un cambio in armatura di chiave). In realtà il tema si contrae alle prime tre note e sale di una ottava e una terza dal sol diesis al si centrale di misura 131 (procedimento tipico nella tecnica di elaborazione del nostro Autore). [batt. 121-131]
L'arrivo del basso sul si (dominante della tonalità d'impianto) autorizzerebbe a pensare che a questo punto "Beethoven indugerebbe su una armonia di dominante per preparare il ritorno alla tonica". In realtà l'armonia che segue è basata sulla tonica (mi minore): sia la successiva salita del basso che il seguente canone a due voci. [batt. 131-136]
L'interesse del canone è soprattutto concentrato sul processo di riduzione delle tre note del canone che "vengono gradualmente spogliate del loro carattere intrinseco, fino a farle diventare niente più che un semplice elemento della scala di mi minore". L'unico elemento di "tensione" è dato dalle forti dissonanze di seconda alle misure 139, 141 e 142. [batt. 134-144]

### Ripresa e Coda finale
A misura 144 inizia la ripresa. La riesposizione del primo tema è identica all'esposizione. Un cambiamento si nota nella transizione: nell'esposizione iniziava con una salita dominante/tonica (si/mi) ora sostituita dalla copia sol/do nelle misure 168-172 (una reminiscenza del do maggiore della fase centrale dello sviluppo) che comunque porta sempre all'accordo di sol maggiore settima. Le successive 8 misure rimango invariate; cambia invece il momento dissonante del si bemolle piano sostituito da una triade piena sul fa maggiore. Cambia anche la successiva salita dissonante (misure 183-188) che porta questa volta alla tonica (mi minore) e non alla dominante: infatti il secondo tema, nella ripresa, secondo le norme deve essere suonato con l'armonia della tonica. Quindi la transizione termina con due misure di accordi ribattuti di crome sull'accordo di settima di dominante maggiore (si maggiore settima). La nota di disturbo (che in precedenza era il "sol") ora diventa ovviamente il "do". [batt. 197-203]
La Coda finale inizia praticamente con il tema conclusivo dell'esposizione (misura 211), questa volta trasposto alla tonica e con la nota do come dissonanza. A misura 229 appare per l'ultima volta la nota do su un accordo di settima di dominante in preparazione per l'ultima esposizione del tema principale (solamente la prima frase e comunque abbreviata), mentre al poscritto è riservata la chiusura del movimento. In questo finale colpisce il senso di riposo: "pare che dopo tanto ansimare subentri una dolce serenità in cui l'anima finalmente ha pace".

### Schema riassuntivo
| Parte                                     | Sezione                                              | Sottosezione                                         | Grado                                                                 | Tonalità                                   | Battute:da-a |
| ----------------------------------------- | ---------------------------------------------------- | ---------------------------------------------------- | --------------------------------------------------------------------- | ------------------------------------------ | ------------ |
| Esposizione                               | Tema principale                                      | Prima frase                                          | I (tonica)/III (rel. magg.) => V (dominante)                          | mi minore/sol magg. => si minore           | 1 – 9        |
| Esposizione                               | Tema principale                                      | Seconda frase                                        | III (rel. magg.) => V (dominante magg.)                               | sol magg. => si magg.                      | 10 - 17      |
| Esposizione                               | Tema principale                                      | Poscritto                                            | I (tonica)                                                            | mi minore                                  | 17 - 25      |
| Esposizione                               | Transizione (ponte modulante)                        | Fase 1                                               | I (tonica)/III (rel. magg. settima)/I (tonica magg. settima)          | mi minore/sol magg. 7a/mi magg. 7a         | 25 -37       |
| Esposizione                               | Transizione (ponte modulante)                        | Fase 2 (massimo momento dissonante)                  | V (dominante diminuita)                                               | si bemolle                                 | 37 - 40      |
| Esposizione                               | Transizione (ponte modulante)                        | Fase 3                                               | V (dominante) => II (settima di dominante di dominante)               | si minore => fa diesis magg. settima       | 40 - 55      |
| Esposizione                               | Seconda idea                                         | Secondo tema                                         | V (dominante) => II (settima di dominante di dominante)               | si minore => fa diesis magg. settima       | 56 - 61      |
| Esposizione                               | Seconda idea                                         | Ripetizione del tema                                 | V (dominante)                                                         | si minore                                  | 62 - 67      |
| Esposizione                               | Coda dell’Esposizione (o tema conclusivo)            |                                                      | V (dominante) (II [settima di dominante di dominante])                | si minore (fa diesis magg. settima)        | 68 - 84      |
| Sviluppo                                  | Prima parte                                          | Elaborazione della prima frase del tema principale   | V (dominante)                                                         | si minore                                  | 85 - 108     |
| Sviluppo                                  | Seconda parte                                        | Elaborazione della seconda frase del tema principale | VI (sopradominante)/IV (sottodominante) => I (tonica)                 | do magg./la minore => mi minore            | 109 - 133    |
| Sviluppo                                  | Terza parte                                          | Canone a 2 voci sulla riduzione progressiva del tema | I (tonica)                                                            | mi minore                                  | 133 - 144    |
| Ripresa                                   | Tema principale                                      | Prima frase                                          | I (tonica)/III (rel. magg.) => V (dominante)                          | mi minore/sol magg. => si minore           | 144 - 152    |
| Ripresa                                   | Tema principale                                      | Seconda frase                                        | III (rel. magg.) => V (dominante magg.)                               | sol magg. => si magg.                      | 152 - 160    |
| Ripresa                                   | Tema principale                                      | Poscritto                                            | I (tonica)                                                            | mi minore                                  | 160 - 169    |
| Ripresa                                   | Transizione (ponte modulante)                        | Fase 1                                               | VI (sopradominante)/III (rel. magg. settima)/I (tonica magg. settima) | do maggiore/sol magg. 7a/mi magg. 7a       | 168 - 180    |
| Ripresa                                   | Transizione (ponte modulante)                        | Fase 2 (massimo momento dissonante)                  | II (dominante di dominante diminuita)                                 | fa maggiore                                | 181 - 182    |
| Ripresa                                   | Transizione (ponte modulante)                        | Fase 3                                               | I (tonica) => V (settima di dominante)                                | mi minore => si magg. settima              | 183 - 198    |
| Ripresa                                   | Seconda idea                                         | Secondo tema                                         | I (tonica) => V (settima di dominante)                                | mi minore => si magg. settima              | 199 - 205    |
| Ripresa                                   | Seconda idea                                         | Ripetizione del tema                                 | I (tonica)                                                            | mi minore                                  | 205 - 210    |
| Coda dell’Esposizione (o tema conclusivo) | Tema conclusivo                                      |                                                      | V (settima di dominante)                                              | si maggiore settima                        | 211 - 230    |
| Coda dell’Esposizione (o tema conclusivo) | Ultima ripresa della prima frase del tema principale |                                                      | I (tonica)                                                            | mi mnore                                   | 231 - 238    |
| Coda dell’Esposizione (o tema conclusivo) | Poscritto                                            |                                                      | I (tonica) => V (settima di dominante)/I (tonica)                     | mi minore => si maggiore settima/mi minore | 238 - 246    |

## Analisi del Secondo movimento
Il Secondo movimento della sonata ha come metro due quarti nella tonalità di base di mi maggiore. L'indicazione agogica (o tempo) indicata è “Non troppo vivo e cantabile assai” (scritto in lingua tedesca). La struttura formale è quella del Rondò con la presenza di un secondo tema, mentre il carattere del movimento è quello tipico di una romanza. In questo rondò sono previste quattro esposizioni del tema.

### Prima esposizione del rondò
Il tema del rondo occupa in tutto 33 misure così distribuite:
- prima frase (domanda);
  - prima semifrase (misure 1 - 5): inizia e termina alla tonica (mi maggiore); questo è il tema principale del rondò;
  - seconda semifrase (misure 5 - 9): inizia e termina alla tonica; la linea melodica è la stessa della prima semifrase ma è raddoppiato all'ottava;
- seconda frase (risposta);
  - prima semifrase (misure 9 - 13): inizia alla dominante (si maggiore) e chiude alla sottodominante (la maggiore); è una nuova linea melodica più semplice;
  - seconda semifrase (misure 13 - 17): inizia alla sottodominante (la maggiore) e chiude alla tonica (mi maggiore); è una nuova linea melodica (quasi una risposta alla semifrase precedente) e più simile al tema del rondò;
- terza frase (ripetizione della risposta);
  - prima semifrase (misure 17 - 21): inizia alla dominante (si maggiore) e chiude alla sottodominante (la maggiore); è la stessa linea melodica della seconda frase ma raddoppiata all'ottava;
  - seconda semifrase (misure 21 - 25): inizia alla sottodominante (la maggiore) e chiude alla tonica (mi maggiore); è la stessa linea melodica della seconda frase ma raddoppiata all'ottava;
- quarta frase (ripetizione della prima frase):
  - prima semifrase (misure 25 - 29): inizia e finisce alla tonica (mi maggiore) ed è uguale alla prima semifrase;
  - seconda semifrase (misure 29 - 33): inizia e finisce alla tonica (mi maggiore); è simile alla seconda semifrase ma con due fioriture sui primi quarti.[11]

Una transizione (o ponte modulante) di 8 misure impostata da un punto di vista armonico sulla dominante della dominante della dominante (do diesis minore) porta l'armonia verso la dominante (si maggiore) passando per un accordo di fa diesis maggiore settima (dominante di dominante). Si conferma così il fatto che "il primo episodio va verso la dominante".[batt. 34-41]
La seconda parte del primo episodio è composta da due frasi e una codetta. L'armonia della dominante di questa parte, secondo alcuni commentatori, indica un secondo tema e quindi una forma vicina al rondò-sonata, ma potrebbe anche trattarsi di una prima fase di sviluppo del tema del rondò (il tema di questa seconda parte non è molto diverso da quello del rondò). La prima frase (misure 42 - 49) dopo un accordo di fa diesis maggiore settima (dominante di dominante) inizia sulla dominante (si maggiore) e termina sul fa diesis maggiore. [batt. 42-49]
La frase viene ripetuta con il raddoppio dell'accompagnamento delle quartine di semicrome e termina con un accordo di sol diesis maggiore (dominante della dominante della dominante della dominante). Una codetta con una transizione (misure 57 - 60) e due semifrasi più o meno simili (misure 60 - 70) chiude il primo episodio del rondò su un arpeggio di si maggiore settima. In questa fase si evidenzia una semplice linea melodica ("melodia finale") esposta prima alla dominante e poi alla settima di dominante che caratterizzerà la code dei vari episodi. [batt. 61-64]

### Seconda esposizione del rondò
Con la seconda esposizione del rondò il tema viene ripetuto integralmente dalla misure 70 alla misura 102. Qui incomincia la "parvenza di uno sviluppo" (o episodio secondario). Le prime quattro misure (102 - 105) sono un semplice proseguimento dell'ultima frase del tema dalla tonica (mi maggiore) alla dominante (si maggiore). A misura 106 un cambio di tonalità nell'armatura di chiave propone la tonica minore (mi minore) preannunciata già due misure prima dal sol bequadro (= sol naturale). Un crescendo di altre 4 misure porta a battuta 110 ad un altro cambio dell'armatura di chiave questa volta in do maggiore per presentare la "melodia finale" del primo episodio (misure 61 - 64). La melodia di 4 misure viene subito ripetuta in do minore (battute 119 - 122) per poi essere trasportata prima in do diesis minore (misura 123) e poi in do diesis maggiore (misura 125) ritornando anche all'armatura di chiave iniziale (mi maggiore). [batt. 115-128]
Le successive 10 misure sono dedicate alla preparazione del ritorno del tema alla tonica passando attraverso la dominante, dopo aver "toccato" il re diesis (dominante di dominante di dominante di dominante - il momento di maggior distanza armonica dalla tonalità d'impianto) e il fa diesis - essendo quest'ultimo la dominante della dominante, fase necessaria dopo la complessa digressione armonica dello sviluppo.

### Terza esposizione del rondò
La terza esposizione del tema (misure 141 - 172) è simmetrica alle altre due. Appare ora la transizione delle misure 33 - 41 della prima esposizione che modula opportunamente (siamo nella "ripresa") anziché al fa diesis maggiore settima (dominante di dominante), al si maggiore settima. Questo per riproporre il secondo tema (misure 182 - 197) alla tonica (come previsto nelle ricapitolazioni della "forma-sonata"). La codetta con la "melodia finale" chiude questa terza esposizione. Anche qui abbiamo una cambio di tonalità: tonica (mi maggiore e mi maggiore settima).

Similmente al secondo episodio, a misura 212 inizia una ''misterioso sviluppo contrappuntistico"  nella tonica minore (mi minore) fino a misura 230 (prima c'è anche un cambio dell'armatura di chiave in do maggiore che dopo 9 battute ritorna nuovamente alla tonica di base).

### Ultima esposizione del rondò
A misura 231 rientra il tema del rondò. La prima frase è divisa tra le due mani (mano sinistra per la prima semifrase e mano destra per la seconda semifrase).[batt. 231-238]
Anche la seconda frase (misure 238 - 246) subisce lo stesso trattamento timbrico. La terza frase invece (che sarebbe la ripetizione della seconda frase) ora è sottoposta ad una notevole elaborazione per 26 battute (da misura 246 a misura 272). Quindi cinque battute di collegamento preparano l'entrata del tema principale: per l'ultima volta appare la prima semifrase del tema che termina con una cadenza perfetta (si maggiore settima - mi maggiore a misure 283-4). Una salita dal basso al soprano porta alle ultime battute caratterizzate da un "accelerando" e un "a tempo" sull'ultima battuta e mezza. Nella battuta finale è presente una variante in diminuzione (con un tempo il doppio più veloce) di una segmento dello sviluppo della terza frase del tema presentato 24 misure prima.[batt. 263/280]

### Schema riassuntivo
| Parte                       | Sezione                                    | Sottosezione                                         | Grado                                                                              | Tonalità                                          | Battute:da-a |
| --------------------------- | ------------------------------------------ | ---------------------------------------------------- | ---------------------------------------------------------------------------------- | ------------------------------------------------- | ------------ |
| Prima esposizione           | Tema principale                            | Prima frase                                          | Semifrase A (tonica) - Semifrase B (tonica)                                        | A (mi maggiore) - B (mi maggiore)                 | 1 – 9        |
| Prima esposizione           | Tema principale                            | Seconda frase                                        | Semifrase A (dominante => sottodominante) - Semifrase B (sottodominante => tonica) | A(si magg.=> la magg.) - B (la magg. => mi magg,) | 9 - 17       |
| Prima esposizione           | Tema principale                            | Terza frase (ripetizione della seconda)              | Semifrase A (dominante => sottodominante) - Semifrase B (sottodominante => tonica) | A(si magg.=> la magg.) - B (la magg. => mi magg,) | 17 - 25      |
| Prima esposizione           | Tema principale                            | Quarta frase (ripetizione della prima)               | Semifrase A (tonica) - Semifrase B (tonica)                                        | A (mi maggiore) - B (mi maggiore)                 | 25 - 33      |
| Prima esposizione           | Transizione (o ponte modulante)            |                                                      | dom. di dom. di dom. => dom. di dom.                                               | do diesis minore => fa diesis maggiore            | 33 - 41      |
| Prima esposizione           | Secondo tema (o primo episodio intermedio) | Prima frase                                          | dominante => dominante di dominante                                                | si maggiore => fa diesis maggiore                 | 42 - 49      |
| Prima esposizione           | Secondo tema (o primo episodio intermedio) | Seconda frase                                        | dominante => settima di mediante (dom. di dom. di dom. di dom.)                    | si maggiore => sol diesis minore settima          | 50 - 57      |
| Prima esposizione           | Codetta                                    | Breve transizione                                    | settima di mediante                                                                | sol diesis minore settima                         | 57 - 60      |
| Prima esposizione           | Codetta                                    | "Melodia finale"                                     | Semifrase A (dominante) - Semifrase B (settima di dominante)                       | A (si maggiore) - B (si maggiore settima)         | 61 - 70      |
| Seconda esposizione         | Tema principale                            | Prima frase                                          | Semifrase A (tonica) - Semifrase B (tonica)                                        | A (mi maggiore) - B (mi maggiore)                 | 70 – 78      |
| Seconda esposizione         | Tema principale                            | Seconda frase                                        | Semifrase A (dominante => sottodominante) - Semifrase B (sottodominante => tonica) | A(si magg.=> la magg.) - B (la magg. => mi magg,) | 78 - 86      |
| Seconda esposizione         | Tema principale                            | Terza frase (ripetizione della seconda)              | Semifrase A (dominante => sottodominante) - Semifrase B (sottodominante => tonica) | A(si magg.=> la magg.) - B (la magg. => mi magg,) | 86 - 94      |
| Seconda esposizione         | Tema principale                            | Quarta frase (ripetizione della prima)               | Semifrase A (tonica) - Semifrase B (tonica)                                        | A (mi maggiore) - B (mi maggiore)                 | 94 - 102     |
| Seconda esposizione         | Sviluppo (o secondo episodio intermedio)   | Sviluppo                                             | tonica / dominante / tonica minore                                                 | mi magg. / si magg. / mi min.                     | 102 - 114    |
| Seconda esposizione         | Sviluppo (o secondo episodio intermedio)   | "Melodia finale"                                     | Semifrase A (sopradominante)                                                       | do maggiore                                       | 115 - 118    |
| Seconda esposizione         | Sviluppo (o secondo episodio intermedio)   | "Melodia finale"                                     | Semifrase B (sopradominante)                                                       | do minore                                         | 119 - 122    |
| Seconda esposizione         | Sviluppo (o secondo episodio intermedio)   | "Melodia finale"                                     | Semifrase C (sopradominante)                                                       | do diesis minore                                  | 123 - 126    |
| Seconda esposizione         | Sviluppo (o secondo episodio intermedio)   | "Melodia finale"                                     | Semifrase D (sopradominante)                                                       | do diesis maggiore                                | 127 - 130    |
| Seconda esposizione         | Sviluppo (o secondo episodio intermedio)   | Transizione (o ponte modulante)                      | Sensibile => dom. di dom. => dom.                                                  | re diesis maggiore => fa diesis => si maggiore    | 131 - 140    |
| Terza esposizione           | Tema principale                            | Prima frase                                          | Semifrase A (tonica) - Semifrase B (tonica)                                        | A (mi maggiore) - B (mi maggiore)                 | 140 – 148    |
| Terza esposizione           | Tema principale                            | Seconda frase                                        | Semifrase A (dominante => sottodominante) - Semifrase B (sottodominante => tonica) | A(si magg.=> la magg.) - B (la magg. => mi magg,) | 148 - 156    |
| Terza esposizione           | Tema principale                            | Terza frase (ripetizione della seconda)              | Semifrase A (dominante => sottodominante) - Semifrase B (sottodominante => tonica) | A(si magg.=> la magg.) - B (la magg. => mi magg,) | 156 - 164    |
| Terza esposizione           | Tema principale                            | Quarta frase (ripetizione della prima)               | Semifrase A (tonica) - Semifrase B (tonica)                                        | A (mi maggiore) - B (mi maggiore)                 | 164 - 172    |
| Terza esposizione           | Transizione (o ponte modulante)            |                                                      | dom. di dom. di dom. => dom.                                                       | do diesis minore => si maggiore                   | 172 - 181    |
| Terza esposizione           | Secondo tema (o terzo episodio intermedio) | Prima frase                                          | tonica => dominante                                                                | mi maggiore => si maggiore                        | 182 - 189    |
| Terza esposizione           | Secondo tema (o terzo episodio intermedio) | Seconda frase                                        | tonica => sopradominante (dom. di dom. di dom.)                                    | mi maggiore => do diesis maggiore settima         | 189 - 197    |
| Terza esposizione           | Codetta                                    | Breve transizione                                    | settima di sopradominante                                                          | do diesis minore settima                          | 197 - 200    |
| Terza esposizione           | Codetta                                    | "Melodia finale"                                     | Semifrase A (tonica) - Semifrase B (settima di tonica)                             | A (mi maggiore) - B (mi maggiore settima)         | 201 - 212    |
| Terza esposizione           | Codetta                                    | Ulteriore sviluppo contrappuntistico                 | tonica minore                                                                      | mi minore                                         | 212 - 230    |
| Quarta esposizione (finale) | Tema principale                            | Prima frase                                          | Semifrase A (tonica) - Semifrase B (tonica)                                        | A (mi maggiore) - B (mi maggiore)                 | 230 -238     |
| Quarta esposizione (finale) | Tema principale                            | Seconda frase                                        | Semifrase A (dominante => sottodominante) - Semifrase B (sottodominante => tonica) | A(si magg.=> la magg.) - B (la magg. => mi magg,) | 238 - 246    |
| Quarta esposizione (finale) | Tema principale                            | Terza frase (ripetizione della seconda e sviluppo)   | dominante                                                                          | si maggiore                                       | 246 - 276    |
| Quarta esposizione (finale) | Tema principale                            | Quarta frase (ripetizione della prima e coda finale) | tonica                                                                             | mi maggiore                                       | 276 - 291    |